# Ali Al Sani
Muhammad Ali Hasan Al Sani (ur. 16 sierpnia 1972) – piłkarz bahrajński grający na pozycji bramkarza.

## Kariera klubowa
Karierę piłkarską Al Sani rozpoczął w klubie Al-Muharraq i jest z nim związany przez całą swoją karierę. W 1992 roku zadebiutował w jego barwach w bahrajńskiej Premier League. W 1993 roku osiągnął z Al-Muharraq swój pierwszy sukces w karierze, gdy zdobył Puchar Bahrajnu. Z kolei w 1995 roku został po raz pierwszy w karierze mistrzem kraju. Krajowy puchar zdobywał też w latach 1996, 1997, 2002, 2005, 2008 i 2009, a kolejne tytuły mistrzowskie wywalczył w latach 1999, 2001, 2002, 2004, 2006, 2007, 2008 i 2009.

## Kariera reprezentacyjna
W reprezentacji Bahrajnu Al Sani zadebiutował w 2002 roku. W 2007 roku został powołany przez selekcjonera Milana Máčalę do kadry na Puchar Azji 2007. Tam był rezerwowym bramkarzem dla Abdulrahmana Abdulkarima i nie rozegrał żadnego spotkania. Od 2002 do 2007 roku rozegrał w kadrze narodowej 30 spotkań.